# Alphonsus Mathias
Alphonsus Mathias (sinh 1928) là một Giám mục Công giáo người Ấn Độ của Giáo hội Công giáo Rôma. Ông nguyên là Tổng giám mục chính tòa Tổng giáo phận Bangalore và Chủ tịch Hội đồng Các Giám mục của Ấn Độ [C.B.C.I.]. Trước khi đến Bânglore làm Tổng giám mục, ông cũng từng đảm nhận vị trí Giám mục chính tòa Giáo phận Chikmagalur. Ông cũng tham dự Công đồng Vatican II giai đoạn III, IV với vai trò là một nghị phụ.

## Tiểu sử
Tổng giám mục Alphonsus Mathias sinh ngày 22 tháng 6 năm 1928, tại Pangala, thuộc Ấn Độ. Sau quá trình tu học dài hạn tại các cơ sở chủng viện theo quy định của Giáo luật, ngày 24 tháng 8 năm 1954, Phó tế Mathias, 26 tuổi, tiến đến việc được truyền chức linh mục.
Sau gần 10 năm thi hành các tác vụ của một người linh mục, ngày 16 tháng 11 năm 1963, tin tức từ Tòa Thánh loan báo việc Giáo hoàng đã xác nhận việc tuyển chọn linh mục Alphonsus Mathias làm Giám mục chính tòa Giáo phận Chikmagalur. Lễ tấn phong cho vị giám mục tân cử được tổ chức sau đó vào ngày 5 tháng 2 năm 1964, với phần nghi thức chính yếu được cử hành cách trọng thể bởi 3 giáo sĩ cấp cao. Chủ phong cho tân giám mục là Tổng giám mục James Robert Knox, Sứ thần Tòa Thánh tại Ấn Độ. Hai vị còn lại, với vai trò phụ phong, gồm có Tổng giám mục Albert Vincent D’Souza, Tổng giám mục Tổng giáo phận Calcutta và Giám mục Raymond D’Mello, Giám mục chính tòa Giáo phận Mangalore. Tân giám mục chọn cho mình châm ngôn:Sub tuum præsidium. Sau khi được tấn phong, Giám mục Mathias tham dự hai giai đoạn còn lại của Công đồng Vatican II là Giai đoạn III và IV.
Sau hơn 22 năm với chức danh và vị trí Giám mục chính tòa Chikmagalur, Tòa Thánh đột ngột quyết định thuyên chuyển Giám mục Alphonsus Mathias đến nhiệm sở mới, cụ thể thăng Tổng giám mục, thuyên chuyển làm Tổng giám mục Tổng giáo phận Banglaore. Quyết định trên công bố rộng rãi từ Tòa Thánh ngày 12 tháng 9 năm 1986.
Ngoài các chức danh và nhiệm sở chính, Tổng giám mục Mathias còn đảm nhiệm vai trò Chủ tịch Hội đồng Các Giám mục của Ấn Độ [C.B.C.I.] từ năm 1989 đến năm 1994.
Sau gần 12 năm trên cương vị Tổng giám mục Bangalore, Tổng giám mục Mathias từ nhiệm và được Tòa Thánh chấp thuận vào ngày 24 tháng 3 năm 1998.